# تشارلز أندريه
تشارلز أندريه (بالفرنسية: Charles André)‏ هو مهندس معماري فرنسي، ولد في 1841، وتوفي في 1928.